# 起きて転んでまた起きて
『起きて転んでまた起きて』（おきてころんでまたおきて）は、1971年に制作された堺正章主演の映画。カラー、シネマスコープ、86分。

## 概要
- 同年のゴールデンウィーク映画で公開された『喜劇 昨日の敵は今日も敵』に引き続き公開された渡辺プロ製作の2本立ての最終作品である。

## スタッフ
- 制作：渡辺晋、大木舜二
- 監督：前田陽一
- 脚本：小松君郎
- 音楽：山本直純
- 撮影：梁井潤
- 美術：樋口幸男
- 録音：磯崎倉之助
- 照明：上島忠宣
- 整音：西尾昇
- 助監督：市古聖智
- 編集：諏訪三千男
- 現像：東洋現像所
- 制作担当：内山甲子郎
- 協力：浅草呉服つるや
- 制作：東宝、渡辺プロダクション

## キャスト
- 桜井正明：堺正章
- 辺山修：なべおさみ
- 京子：吉沢京子
- 清水マリ子：安倍律子
- 〆香：大原麗子
- 三浦家二三香：三浦布美子
- ぽん太：桑原幸子
- 洋平：左とん平
- 婆さん：桜井センリ
- 竹田：藤村有弘
- タクシーの客：ケーシー高峰
- 番頭大松：小松政夫
- 伊賀山骨董店主人：和田浩治
- タクシー会社々長：柳沢真一
- マスター：北浦昭義
- 清水金太：若宮大祐
- 竹田夫人：山東昭子
- 辺山はる：野村昭子
- はやしやの女将：都家かつ江
- 風呂屋の番頭：石井富子
- プロボウラー：須田開代子
- 池戸良子
- 梨美アンナ
- 佐藤紀伊子
- 松岡とし子
- 青木君雄
- 向芝義明
- 小沢直平
- 岡田光弘
- 花井長之輔：いかりや長介

## 挿入歌
- 『幸福への招待』
  - 作詞：阿久悠
  - 作曲：筒美京平
  - 歌：堺正章

## 同時上映
『日本一のショック男』
- 脚本：田波靖男 / 監督：坪島孝 / 主演：植木等、加藤茶
- 1962年より始まったハナ肇とクレージーキャッツの『クレージー映画』最終作。